# Ping pong (manga)
Pour les articles homonymes, voir Ping-pong (homonymie).
Ping pong (ピンポン, Pin pon) est un manga de Taiyō Matsumoto. Il a été prépublié entre 1996 et 1997 dans le magazine Big Comic Spirits  de l'éditeur Shōgakukan et a été compilé en un total de cinq volumes. La version française est éditée en intégralité par Delcourt.
Un film live réalisé par Fumihiko Sori est sorti en juillet 2002. Une série télévisée d'animation produite par Tatsunoko Production est diffusée depuis avril 2014 sur Fuji TV. Dans les pays francophones, elle est diffusée en simulcast par Wakanim et Crunchyroll. Depuis janvier 2018, la série Ping-pong est diffusée en intégralité par France Télévisions sur sa chaîne France.tv Slash.

## Synopsis
Malgré leurs personnalités radicalement différentes, Peco et Smile sont amis depuis l'enfance. Aujourd'hui, ils sont tous deux membres talentueux du club de tennis de table du lycée Katase. Peco est battu de manière décisive par un étudiant chinois et devient si dévasté qu'il arrête de s'entraîner. Pendant ce temps, la personnalité de Smile l'empêche toujours de gagner contre Peco. L'entraîneur Jō, cependant, découvre le potentiel de Smile et essaie de le motiver à surmonter son obstacle psychologique.

## Personnages
Yutaka Hoshino/Peco (星野 裕/ペコ, Hoshino Yutaka/Peko)
Makoto Tsukimoto/Smile (月本 誠/スマイル, Tsukimoto Makoto/Sumairu)
Jō Koizumi/Butterfly Joe (小泉　丈/バタフライジョー, Koizumi Jō/Batafurai Jō)

## Manga
| no | Japonais         | Japonais      | Français         | Français          |
| no | Date de sortie   | ISBN          | Date de sortie   | ISBN              |
| -- | ---------------- | ------------- | ---------------- | ----------------- |
| 1  | 30 juillet 1996  | 4-09-184736-6 | 20 octobre 2003  | 978-2-84789-224-6 |
| 2  | 30 novembre 1996 | 4-09-184737-4 | 21 janvier 2004  | 978-2-84789-267-3 |
| 3  | 28 février 1997  | 4-09-184738-2 | 26 mai 2004      | 978-2-84789-268-0 |
| 4  | 30 juin 1997     | 4-09-184739-0 | 25 août 2004     | 978-2-84789-269-7 |
| 5  | 30 août 1997     | 4-09-184740-4 | 24 novembre 2005 | 978-2-84789-270-3 |

## Film
En 2002, Fumihiko Sori réalise le film ping pong d'après le manga de Taiyo Matsumoto. Le film a reçu 5 prix dont un Japan Academy Prize pour Shido Nakamura.

## Anime
L'adaptation en série télévisée d'animation a été annoncée en janvier 2014. La série est produite par le studio Tatsunoko Production, réalisée par Masaaki Yuasa et est diffusée sur Fuji TV dans la case-horaire noitaminA depuis le 10 avril 2014,. Wakanim diffuse la série en simulcast dans les pays francophones. Depuis janvier 2018, la série Ping-pong est diffusée en intégralité par France Télévisions sur sa chaîne France.tv Slash.

### Liste des épisodes
| No | Titre français                                         | Titre japonais                           | Titre japonais                                          | Date de 1re diffusion |
| No | Titre français                                         | Kanji                                    | Rōmaji                                                  | Date de 1re diffusion |
| -- | ------------------------------------------------------ | ---------------------------------------- | ------------------------------------------------------- | --------------------- |
| 01 | Le bruit du vent nous gêne                             | 風の音がジャマをしている                 | Kazenooto ga jama o shite iru                           | 10 avril 2014         |
| 02 | Smile le robot                                         | スマイルはロボット                       | Sumairu wa robotto                                      | 17 avril 2014         |
| 03 | C'est effrayant de sacrifier sa vie pour le ping-pong  | 卓球に人生をかけるなんて気味が悪い       | Takkyū ni jinsei o kakeru nante kimigawarui             | 24 avril 2014         |
| 04 | La seule façon de ne pas perdre, c'est de ne pas jouer | 絶対に負けない唯一の方法は闘わないことだ | Zettai ni makenai yuiitsu no hōhō wa tatakawanai kotoda | 1er mai 2014          |
| 05 | Où ai-je fait une erreur ?                             | どこで間違えた?                          | Doko de machigaeta?                                     | 8 mai 2014            |
| 06 | Tu aimes le ping-pong plus que quiconque !             | おまえ誰より卓球好きじゃんよ!!           | Omae dare yori takkyū-sukijan yo! !                     | 15 mai 2014           |
| 07 | Yes, my coach                                          | イエス マイコーチ                        | Iesu maikōchi                                           | 22 mai 2014           |
| 08 | Que le héros apparaisse                                | ヒーロー見参                             | Hīrō kenzan                                             | 29 mai 2014           |
| 09 | Je vais pleurer un peu                                 | 少し泣く                                 | Sukoshi naku                                            | 5 juin 2014           |
| 10 | Je croyais que tu étais un héros…                      | ヒーローなのだろうが!!                   | Hīrōna nodarouga!!                                      | 12 juin 2014          |
| 11 | Le sang a le goût du fer                               | 血は鉄の味がする                         | Chi wa tetsu no aji ga suru                             | 19 juin 2014          |